# Фаріський район
Фаріський район (узб. Фориш тумани, Forish tumani) — район у Джиззацькій області Узбекистану. Розташований на заході області. Утворений 22 лютого 1964 року. Центр — міське селище Янгікишлак.